# 糖芥
糖芥（學名：Erysimum perofskianum）为十字花科糖芥属的植物，分布于江苏、陕西、山西、河北、辽宁、内蒙古、蒙古、朝鲜半岛、西伯利亚南部等地，生长于海拔100米至2,800米的地区。